# 19 Dywizja Piechoty (III Rzesza)
19 Dywizja Piechoty (niem. 19. Infanterie-Division) – jedna z niemieckich dywizji piechoty, uczestniczyła m.in. w agresji na Polskę, Belgię i Francję. 
Utworzona w październiku 1934 w Hanowerze jako VI Dowództwo Artylerii. Rok później przemianowana na dywizję piechoty. W trakcie agresji na Polskę atakowała ze Śląska w składzie XI Korpusu Armijnego 10 Armii (Grupa Armii Południe). Od grudnia 1939 roku na zachodzie, podczas agresji na Francję w składzie Grupy Armii B atakowała przez Belgię, stacjonowała też w Paryżu. W październiku 1940 roku przekształcona w 19 Dywizję Pancerną.

## Dowódcy dywizji
- gen. por. Günther Schwantes
- gen. mjr Otto von Knobelsdorff

## Struktura organizacyjna
- 59 pułk piechoty
- 73 pułk piechoty
- 74 pułk piechoty
- 19 pułk artylerii
- 19 batalion rozpoznawczy
- 19 batalion pionierów
- 19 batalion łączności